# Красная Горка (Жлобинский район)
Красная Горка (бел. Чырвоная Горка) — посёлок в Лукском сельсовете Жлобинского района Гомельской области Беларуси.
На юге и западе граничит с лесом.

## География

### Расположение
В 12 км на север от районного центра и железнодорожной станции Жлобин, 105 км от Гомеля.

## Гидрография
На реке Днепр.

## Транспортная сеть
Транспортные связи по просёлочной, а затем автомобильной дороге Рогачёв — Жлобин. Деревянные крестьянские усадьбы вдоль просёлочной дороги.

## История

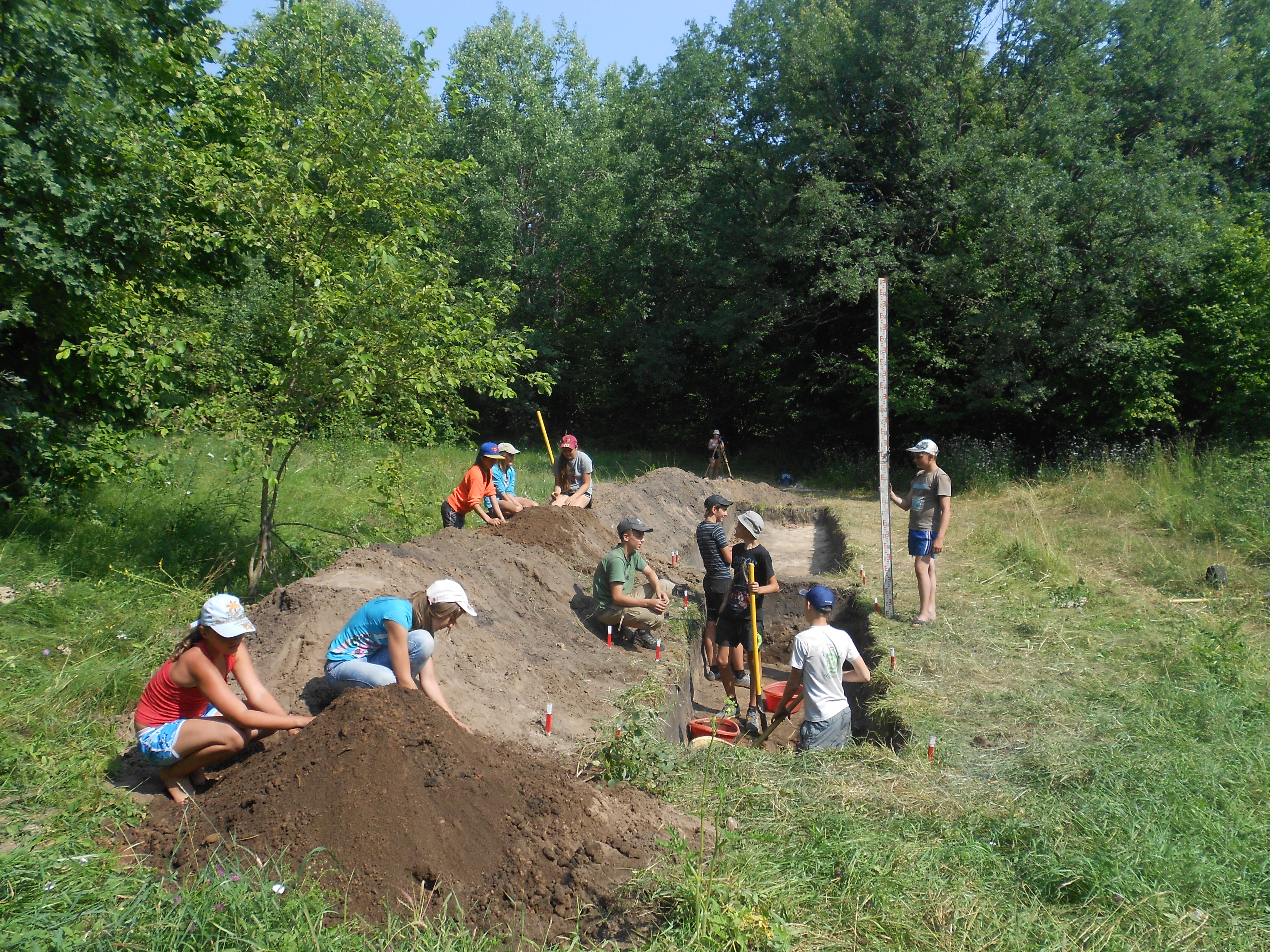
Археологические раскопки на городище Городок, с участием школьников. 2013 г.

Обнаруженное археологами городище раннего железного века (VI век до н. э. — II век н. э., в 2 км на юго-восток от посёлка), известное под местными названиями Городок и Круча, свидетельствует о заселении этих мест с первобытнообщинного времени. Современный посёлок основан в начале XX века переселенцами из соседних деревень. В 1909 году хутор, 74 десятины земли, в Лукской волости Рогачёвского уезда Могилёвской губернии.
В 1930 году жители вступили в колхоз, работал кирпичный завод. Во время Великой Отечественной войны 6 жителей погибли на фронте. Согласно переписи 1959 года в составе подсобного хозяйства районного Производственного объединения «Сельхозхимия» (центр — деревня Луки).

## Население

### Численность
- 2004 год — 4 хозяйства, 5 жителей.

### Динамика
- 1909 год — 4 двора, 31 житель.
- 1925 год — 11 дворов.
- 1959 год — 50 жителей (согласно переписи).
- 2004 год — 4 хозяйства, 5 жителей.